# (348) May

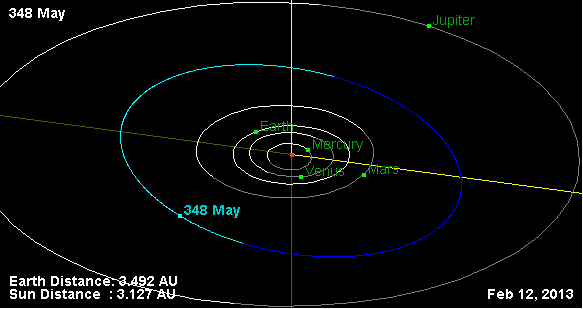
Òrbita de l'asteroide.

May és el nom que rep l'asteroide número 348, del cinturó d'asteroides. Fou descobert per l'astrònom Auguste Charlois el 28 de novembre de 1892 des de l'observatori de Niça (França).